# Marita Lorenz
Pour les articles homonymes, voir Lorenz.
Ilona Marita Lorenz, née le 18 août 1939 à Brême (Allemagne) et morte à Oberhausen (Allemagne) le 31 août 2019, est une Germano-Américaine connue pour sa liaison avec Fidel Castro en 1959 et, en janvier 1961, pour sa participation à une tentative d'assassinat montée par la Central Intelligence Agency (CIA) et visant son ancien amant,.

## Biographie
Elle est la fille d'un Allemand, Heinrich Lorenz (de), commandant de sous-marin durant la guerre, puis de paquebot de tourisme, et d'Alice June née Lofland, une actrice américaine qui fut également espionne (elle a collaboré avec le contre-espionnage américain pendant la Seconde Guerre mondiale).
Alors qu’elle n’a que 5 ans, elle est enfermée avec sa mère, suspectée d’activités anti-nazies, au camp de Bergen-Belsen, dont elle ne sortira qu’à la libération du camp en 1945.
En janvier 1959, elle se trouve à bord du Berlin, dont son père est le capitaine et qui accoste à La Havane. Sur le port, elle rencontre Fidel Castro (qui vient de mener une révolution victorieuse sur l'île contre le dictateur pro-américain Fulgencio Batista), lequel souhaite visiter le navire. Il lui demande ensuite de lui montrer sa cabine et l'embrasse. C'est alors son premier baiser : « J'étais subjuguée. Fidel dégageait une telle force ! ». Elle rentre ensuite à New York chez son frère Joe. Un jour, Fidel Castro lui téléphone pour l'inviter à Cuba. Elle repart le lendemain. L'île ne s'étant pas encore rapprochée de l'URSS, les relations entre Cuba et les États-Unis ne sont à l'époque pas stoppées.
Elle reste à Cuba de mars à novembre 1959, dans la suite 2408 du 24e étage de l'hôtel Hilton, où loge Fidel Castro, son frère Raúl et Che Guevara occupant les pièces adjacentes. Elle déclare à propos de leur liaison que « Fidel reste le plus grand amour de ma vie », affirmant qu'il lui disait « Tu es la First Lady de Cuba ». Il lui précise cependant dès le début de leur relation qu'il est « marié à Cuba » et qu'il ne l'épousera pas. Elle a également vent de ses autres aventures, mais cela n'empêche pas le révolutionnaire de continuer à la fréquenter.
Tombée enceinte, elle rencontre Frank Sturgis à l'hôtel Riviera. Se présentant comme un Américain allié de Fidel Castro, il lui propose de la faire sortir de l'île, ce qu'elle refuse. Elle ignore alors qu'il est un proche de la mafia, défendant ses intérêts dans l'industrie du casino et ayant également des liens avec l'ex-dictateur Batista et la CIA (en 1972 il fait partie des hommes de main qui posent des micros au siège du Parti démocrate, ce qui donnera lieu au scandale du Watergate). Quand Marita Lorenz apprend à Fidel Castro qu'elle l'a rencontré, il lui ordonne de ne plus jamais revoir ce personnage.
Déclarant qu'il s'agit d'une façon de se « débarrasser de lui », elle finit pourtant par donner à Frank Sturgis des courriers jetés par Fidel Castro dans sa poubelle et qu'elle dit juger sans importance. En octobre 1959 elle est victime d'une tentative d'empoisonnement, amenée aux urgences puis rapatriée à New York. On lui affirme qu'elle a subi un avortement, ce qu'elle ne croit pas, affirmant qu'elle était presque à terme et que son enfant est né à Cuba quand elle était dans le coma : il s'agit d'un garçon, Andres Vazquez.
En 1959, pendant sa convalescence aux États-Unis, elle reçoit la visite d'agents du FBI qui gagnent sa confiance et la convertissent à l'anti-castrisme. Sa mère contribue à la convaincre, accusant Fidel Castro de l'avoir violée lorsque le couple s'est rencontré sur le paquebot. Elle retrouve Frank Sturgis, également de retour aux États-Unis. En 1961, on lui confie la mission d'assassiner Fidel Castro, et elle est envoyée à Cuba. Arrivée dans la suite d'hôtel du Hilton, dont elle possède toujours la clef, elle est bientôt rejointe par Fidel Castro, qui semble au courant de ce projet. Il lui tend alors son pistolet, lui déclarant : « Nul ne peut me tuer ». Elle lâche l'arme, incapable de tirer sur lui. À son retour, ses commanditaires sont furieux. Elle reste cependant liée au milieu anti-castriste (hostile à ce qu'il considère être de la mollesse de la part du président John Fitzgerald Kennedy face à Cuba), emménage à Miami et rencontre même Lee Harvey Oswald, à qui elle ne fait pas confiance. À propos de l'assassinat du président, elle estime qu'Oswald « était impliqué, mais il n'était pas le seul tireur. Selon moi, il y en avait un autre ». Elle considère ainsi qu'il y a eu un complot, ayant participé elle-même juste avant le meurtre à un convoyage d'armes entre Miami et Dallas, ville dans laquelle Jack Ruby attendait la marchandise. En 1978, elle est auditionnée par la commission spéciale de la Chambre des représentants sur l'assassinat de Kennedy mais son témoignage n'est pas retenu : « Je sais. Mais je maintiens. Ces fusils étaient destinés à tuer le président. C'est ce que j'ai entendu pendant le trajet ».
Elle assure avoir vu son fils Andres Vazquez en 1981 alors qu'elle est allée rendre visite à Fidel Castro pour la dernière fois à Cuba, après vingt ans d'absence. Cette visite n'enchante pas le leader cubain mais Marita Lorenz est autorisée à donner des cadeaux à son fils, qui est alors étudiant en médecine. Après son retour aux États-Unis, elle lui écrit des lettres mais n'en reçoit qu'une en retour, une enveloppe vide.
Elle a aussi une liaison avec le président vénézuélien Marcos Pérez Jiménez. Ils ont une fille ensemble, Monica. Elle est également mère d'un autre fils, Mark. En 2016, alors qu'elle vit dans un appartement modeste du Queens, elle déclare vouloir retourner en Allemagne avec ce dernier.
Elle meurt à Oberhausen, en Allemagne, le 31 août 2019.

## Ouvrage
- J'étais l'espionne qui aimait Castro, éd. First, 2016.

## Émissions de radio
- Affaires sensibles, France Inter : « L’espionne qui aimait Castro ». Émission du 28 mars 2019 présentée par Fabrice Drouelle. Invitée : Hélène Coutard (journaliste indépendante, elle a rencontré et interviewé Marita Lorenz à l’été 2018. L'article d'Hélène Coutard est à retrouver dans les pages du magazine Society).
- « Marita Lorenz, l’agente de la CIA envoyée à Cuba pour empoisonner son ex-amant Fidel Castro », épisode podcast du 10 juillet 2021 de la série Espions, une histoire vraie de Stéphanie Duncan, disponible sur France Inter.